# Clementine (sonda kosmiczna)
Clementine – amerykańska sonda kosmiczna, wspólna misja wojskowej agencji Strategic Defense Initiative Organization i NASA. Jej zadaniem były testy nowych zaawansowanych technologii, głównie sensorów, i elementów sondy wystawionych na długotrwałe oddziaływanie przestrzeni kosmicznej, przeprowadzenie naukowych obserwacji Księżyca oraz planetoidy bliskiej Ziemi – (1620) Geographos. Obserwacje te obejmowały obrazowanie na różnych długościach fal, w tym w ultrafiolecie i podczerwieni, altimetrię laserową oraz pomiary cząstek naładowanych. Misja księżycowa sondy się powiodła, jednak w wyniku awarii statkowi nie udało się dotrzeć do planetoidy. Była to pierwsza amerykańska misja na Księżyc od ponad 20 lat (poprzednia to Explorer 49 wystrzelony w 1973).
Sonda wzięła swoją nazwę od tytułowej bohaterki znanej amerykańskiej piosenki o córce poszukiwacza złota; podobnie jak dziewczyna z piosenki, sonda zajmować się miała rozpoznawaniem różnych rodzajów skał, tyle że na Księżycu.

## Projekt Clementine
Projekt wywodzi się z zainicjowanego przez prezydenta Reagana programu SDI. Fizyk Lowell Wood z Livermore National Laboratory w San Francisco forsował koncepcję nazwaną Brilliant Pebbles – „Sprytne kamyki”. Miała ona polegać na umieszczeniu na orbicie dużej liczby małych, bardzo zaawansowanych technicznie satelitów, które potrafiłyby niszczyć nieprzyjacielskie rakiety balistyczne, zderzając się z nimi w locie. Wysiłki konstruktorów doprowadziły między innymi do skonstruowania kamer, które miały masę niecałego kilograma zamiast jak dotychczas dwudziestu kilogramów. Kamery Clementine wyposażone w laserowe urządzenia, które zaprojektowano do mierzenia odległości od nieprzyjacielskich głowic nuklearnych, zostały wykorzystane do mierzenia wysokości gór księżycowych, głębokości dolin i kraterów.

## Budowa i wyposażenie
Clementine miała kształt graniastosłupa o podstawie ośmiokątnej. Na jednej z podstaw znajdowała się dysza silnika manewrowego, zaś po przeciwnej stronie sondy umieszczono antenę paraboliczną dużego zysku. Układ napędowy sondy składał się z systemu kontroli wysokości, w skład którego wchodziło 12 silniczków korekcyjnych napędzanych hydrazyną oraz głównego silnika manewrowego o ciągu 489 N, którego paliwem były tetratlenek diazotu (utleniacz) i monometylohydrazyna. Sondę wyposażono w dwa panele baterii słonecznych umieszczone po przeciwnych stronach kadłuba. Masa startowa sondy wynosiła 428 kg, w tym 200 kg paliwa. Sonda była stabilizowana trójosiowo za pomocą kół reakcyjnych.

### Instrumenty naukowe sondy
1. kamera pracująca w ultrafiolecie i świetle widzialnym (UV/Vis)
2. kamera pracująca w bliskiej podczerwieni (NIR)
3. kamera pracująca w podczerwieni o dłuższej długości fali (LWIR)
4. kamera wysokiej rozdzielczości (HIRES)
5. dwie kamery do śledzenia gwiazd należące do systemu orientacji przestrzennej sondy
6. altimetr laserowy (LIDAR)
7. eksperyment z radarem bistatycznym, posłużył do wykrycia lodu na dnie stale zacienionego krateru księżycowego
8. eksperyment grawitacyjny
9. teleskop cząstek naładowanych (CPT)

Masa instrumentów wynosiła łącznie ok. 8 kg, a zużywały one 68 W energii.
Całkowity koszt misji, wliczając w to koszt wystrzelenia sondy, wyniósł 75 milionów USD.

## Przebieg misji

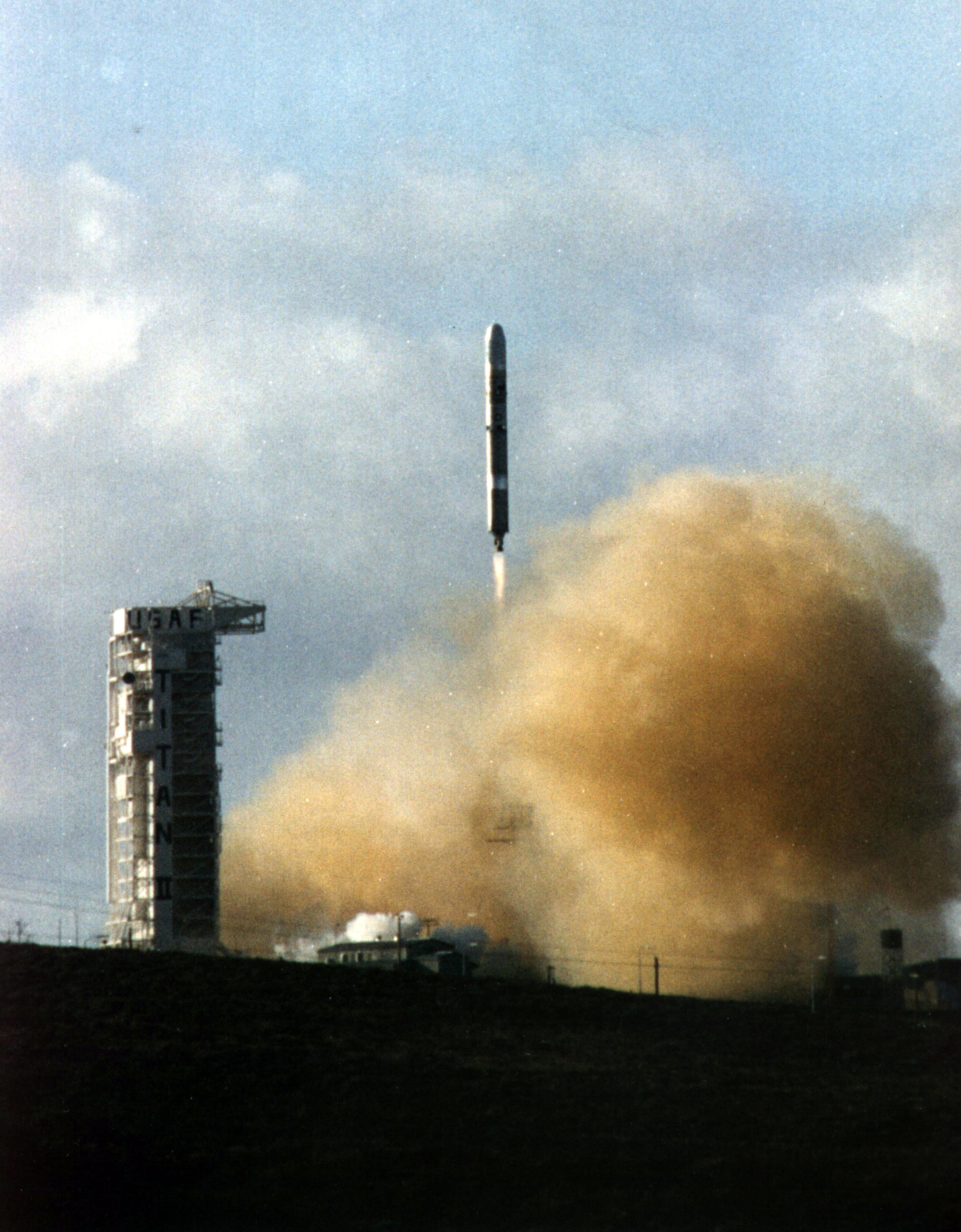
Start rakiety Titan 2G z sondą Clementine na pokładzie

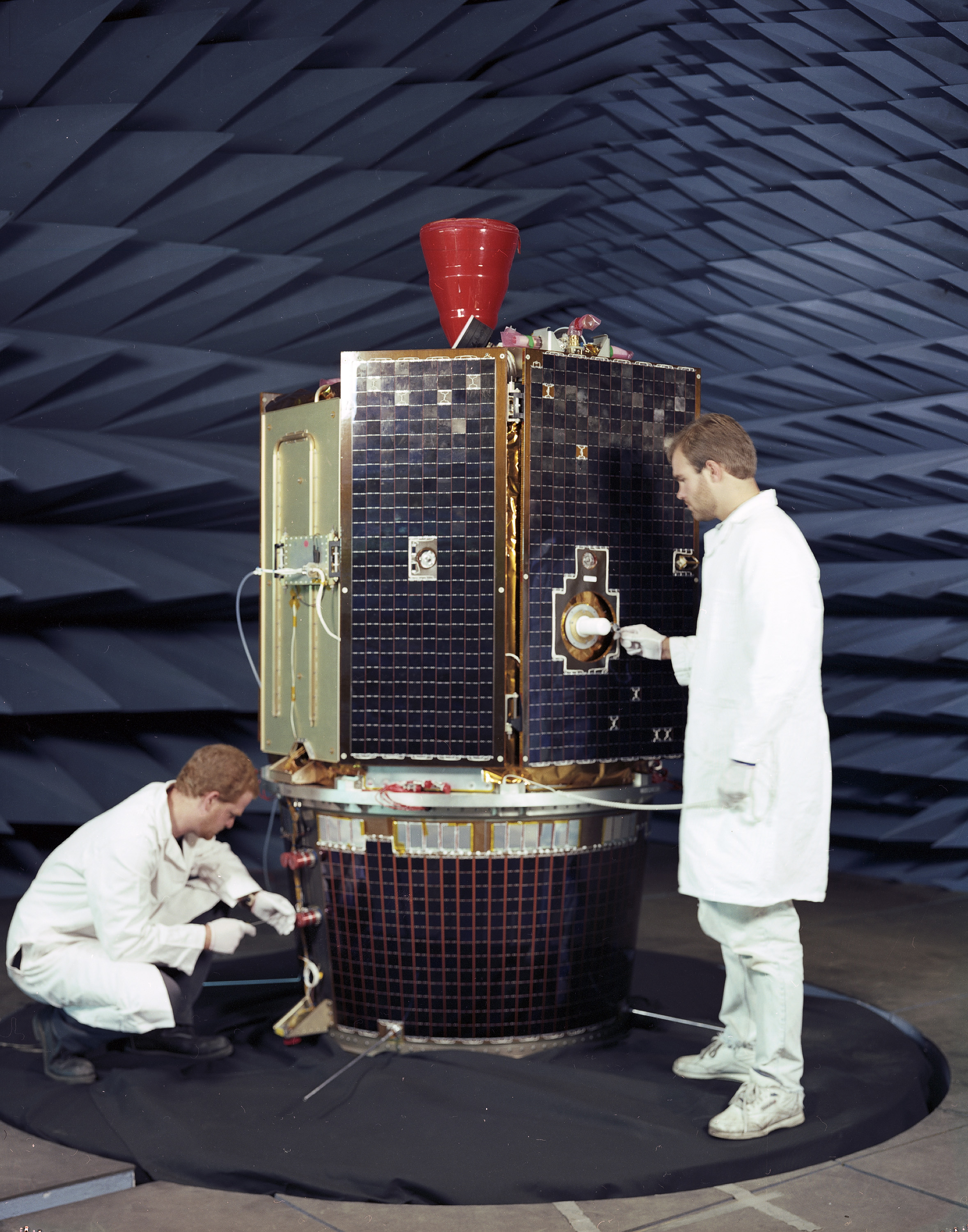
Clementine w trakcie testów w Naval Research Laboratory

Clementine została wystrzelona z kosmodromu Vandenberg w Kalifornii 25 stycznia 1994 o 16:34 UTC. 3 lutego sonda opuściła okołoziemską orbitę parkingową i po dwóch przelotach obok Ziemi (5 i 15 lutego) weszła na polarną orbitę okołoksiężycową 19 lutego 1994. Badania Księżyca zajęły około 2 miesięcy. W tym czasie sonda przesłała na Ziemię 1,6 miliona zdjęć. Po raz pierwszy została szczegółowo sfotografowana cała powierzchnia Srebrnego Globu, włącznie z rejonami podbiegunowymi. Przez pierwszy miesiąc badań peryselenium orbity znajdowało się na szerokości selenograficznej 28°S i wysokości 429 km nad powierzchnią Księżyca. Następnie 25 i 26 marca sonda wykonała manewry, w wyniku których peryselenium znalazło się na szerokości 29°N i wysokości 384 km. Z tej orbity Clementine prowadziła badania przez kolejny miesiąc. Pozwoliło to dokładnie sfotografować całą powierzchnię Księżyca oraz objąć pomiarami altimetrycznymi rejony o szerokości selenograficznej od 60°N do 60°S.
Po okrążeniu Księżyca 297 razy, 3 maja uruchomiono silnik manewrowy sondy w celu skierowania jej na trajektorię w kierunku planetoidy (1620) Geographos, do której miała dotrzeć w sierpniu 1994. Clementine opuściła orbitę okołoksiężycową 5 maja 1994. Niestety, 7 maja o 14:39 UTC awarii uległ jeden z komputerów pokładowych sondy, co spowodowało niezamierzone odpalenie silniczków kontroli wysokości, które trwało 11 minut i zużyło całe paliwo. Sonda weszła w niekontrolowany ruch obrotowy z prędkością 80 obr./min. W takiej sytuacji przelot obok planetoidy nie przyniósłby żadnych użytecznych danych, a kontakt z sondą prawdopodobnie i tak zostałby utracony, dlatego zdecydowano pozostawić ją na orbicie okołoziemskiej, gdzie kontynuowała testy technologiczne. Misja zakończyła się w czerwcu 1994, kiedy to moc zasilania spadła do tak niskiego poziomu, że odbierane dane były nieczytelne. 20 lipca wpływ grawitacji Księżyca skierował sondę na orbitę heliocentryczną. Ostatecznie sondę wyłączono 21 lipca 1994.
3 grudnia 1996 Departament Obrony Stanów Zjednoczonych (dr Spudis i dr Stewart Nozette z Laboratorium Philipsa Sił Powietrznych w Alexandrii) ogłosił, że odebrane z sondy dane wskazują, że na dnie stale zacienionego krateru na księżycowym biegunie południowym znajduje się lód. Szczegółowy raport o odkryciu zamieszczono w piśmie „Science”.
Mimo że Clementine nie dotarła do planetoidy, technologiczna oraz księżycowa część misji były wielkim sukcesem, zwłaszcza biorąc pod uwagę stosunkowo niewielki koszt opracowania i wystrzelenia sondy. Od nowa sporządzono fotograficzne mapy Księżyca, już nie czarno-białe, ale w jedenastu kolorach widzialnych i w bliskiej podczerwieni; dysponowano teraz także pomiarami ukształtowania terenu. Rezultaty misji okazały się bardzo interesujące dla geofizyków, rzucając nowe światło na wczesną ewolucję Księżyca. Umożliwiły także sporządzenie map geologicznych, gdyż poznano rozmieszczenie różnych odmian skał księżycowych. Jak wynika z odkryć sondy Clementine, dominującym rysem powierzchni regionów bieguna południowego na Księżycu jest olbrzymia depresja zwana Basenem Biegun Południowy – Aitken. Powstała blisko cztery miliardy lat temu w wyniku zderzenia z olbrzymią planetoidą, wskutek którego powstało zagłębienie o średnicy 2400 kilometrów i głębokości 13 kilometrów.